# Ángel García (motociclista)
Ángel García   (Alcanyís, 14 d'abril de 1974 - unknown place, segle XXI (<2004)) fou un pilot de trial espanyol. L'any 1994 va guanyar el Trial de les Nacions formant part de la selecció estatal i acabà novè al Campionat del Món de trial. Ángel era un prometedor pilot, company d'equip de Jordi Tarrés a Gas Gas, que es traslladà a viure a Torelló per tal de progressar sota la tutela del tècnic expert en trial Josep Paxau.
Ángel García es va morir a causa d'un accident d'automòbil. Des del 2004 es disputa a Alcanyís un trial en memòria seva, anomenat Memorial Angel García.

## Palmarès internacional
| Any  | Motocicleta | C. del Món outdoor | C. del Món indoor | Altres            |
| ---- | ----------- | ------------------ | ----------------- | ----------------- |
| 1991 | Gas Gas     | 27è                | -                 |                   |
| 1992 | Gas Gas     | 19è                | -                 |                   |
| 1993 | Gas Gas     | 12è                | 8è                |                   |
| 1994 | Gas Gas     | 9è                 | 12è               | Guanyador del TDN |

1. ↑  La classificació consignada a TDN fa referència a la posició final obtinguda per l'equip estatal